# Дементьєв Володимир Тимофійович
Володи́мир Тимофі́йович Деме́нтьєв (нар. 12 липня 1920, село Судбіще, тепер Новодеревеньковського району Орловської області, Російська Федерація — 29 жовтня 2008, місто Москва) — радянський військовий діяч, політпрацівник, член Військової ради — начальник Політуправління Київського військового округу, генерал-полковник. Депутат Верховної Ради УРСР 9—10-го скликань. Кандидат у члени ЦК КПУ в 1976—1986 р.

## Біографія
Народився в селянській родині.
У 1938 році закінчив обліково-економічний технікум Держбанку СРСР. У 1938—1939 роках — інспектор Євлахського відділення Держбанку Азербайджанської РСР.
У Червоній армії з 1939 року.
Учасник німецько-радянської війни з 1941 року. Червоноармієць, секретар, інструктор по кадрах політвідділу 76-ї стрілецької дивізії, заступник командира артилерійської батареї з політичної частини 51-ї гвардійської стрілецької дивізії Південно-Західного і Сталінградського фронтів.
Член ВКП(б) з 1942 року.
У грудні 1942 — жовтні 1944 року — начальник клубу 51-ї гвардійської стрілецької дивізії 21-ї армії Воронезького та Прибалтійського фронтів.
З жовтня 1944 року — начальник Будинку Червоної армії 6-ї гвардійської армії. Працював начальником Будинків Червоної армії ряду військових гарнізонів.
У 1952 році закінчив Військово-політичну академію імені Леніна.
З 1952 року — заступник начальника політичного відділу, начальник політичного відділу — заступник з політичної частини командира гірничо-стрілецької дивізії, 1-й заступник начальника політичного відділу армії Закавказького військового округу.
У 1961 році закінчив Військову академію Генерального штабу Збройних Сил СРСР.
У 1961—1964 роках — заступник начальника Політичного управління Групи радянських військ у Німеччині.
У 1964—1968 роках — член Військової ради — начальник політичного відділу гвардійської танкової армії Групи радянських військ у Німеччині.
У 1968—1969 роках — 1-й заступник начальника Політичного управління Північно-Кавказького військового округу.
У травні 1969 — лютому 1975 року — член Військової ради — начальник Політичного управління Північно-Кавказького військового округу.
У лютому 1975 — березні 1982 року — член Військової ради — начальник Політичного управління Київського військового округу.
У 1982—1985 роках — заступник начальника Цивільної оборони СРСР по політичній частині.
У 1985—1987 роках — військовий консультант при начальнику Всесоюзного науково-дослідного інститут Цивільної оборони СРСР.
У 1987 році вийшов у відставку. Проживав у Москві. Помер у жовтні 2008 року.

## Звання
- генерал-лейтенант
- генерал-полковник (.02.1978)

## Нагороди
- орден Жовтневої Революції
- орден Червоного Прапора (1967)
- три ордени Червоної Зірки (1943;)
- орден Вітчизняної війни 1-го ст.
- орден Вітчизняної війни 2-го ст. (1945)
- Орден «За службу Батьківщині в Збройних Силах СРСР» 3-го ст.
- медалі